# Acido urico
L'acido urico è una molecola organica di origine naturale. Si forma nei tetrapodi (i vertebrati terrestri) come sottoprodotto nel metabolismo delle purine. Appartiene al gruppo delle ossipurine ed è formato da un anello pirimidinico (α) condensato con un anello imidazolico (β).
La sua concentrazione plasmatica è definita uricemia e, nell'essere umano, è compresa normalmente tra 2,5 e 6,0 mg/dL nel sesso maschile e tra 1,5 e 5,5 mg/dL nel sesso femminile. Il limite di 7,0 mg/dL è importante, perché a tale concentrazione avviene la saturazione e diviene possibile la precipitazione di cristalli tipica della gotta. In caso di valori superiori si parla di iperuricemia; in caso di livelli inferiori di ipouricemia.

## Storia
Fu scoperto nel 1773 da Carl Wilhelm Scheele e Torbern Bergman nell'urina e nei calcoli della vescica. Oggi l'acido urico è sintetizzato a partire dall'ipoxantina per mezzo dell'enzima xantina-ossidasi.

## Biochimica e patologia
Nel corpo umano l'acido urico è formato come prodotto del metabolismo delle purine, e in condizioni fisiologiche viene eliminato dal rene nelle urine. Se vi è iperuricemia, con una concentrazione di almeno 0,1 g/L di acido urico nel sangue, esso può precipitare e accumularsi nelle articolazioni e nel tessuto connettivo, causando la patologia nota col nome di gotta.
I livelli urinari (uricuria) possono crescere in caso di aumentato metabolismo delle purine, come nel caso della distrofia muscolare, o nelle condizioni di esaltata lisi cellulare come i tumori e i postumi di un intenso regime di chemioterapia.
In caso per esempio di leucemie trattate con dosi d'attacco di antineoplastici, infatti, si può avere una iniziale lisi di cellule maligne e quindi degradazione di acidi nucleici, dal cui catabolismo possono derivare cospicue quantità di acido urico. Se la lisi cellulare è massiccia, si può avere deposizione di cristalli di urato a livello renale, e quindi comparsa di insufficienza renale acuta. Una buona prevenzione del fenomeno si ha con un'abbondante idratazione del paziente sotto terapia.
Nell'ultimo decennio si sono contrapposte due verità biochimiche sull'acido urico, che rendono difficile il maneggiamento "teoretico" della sua utilità.
Innanzitutto, è dimostrato che dosi fisiologiche di acido urico (come quelle trovate nel plasma) possono fungere da antiossidanti dirette, soprattutto verso i radicali idrossile e perossi-nitrito, prodotti durante le infiammazioni.
Dall'altro lato, è pure vero che quando le concentrazioni corporee di acido urico sono cronicamente elevate, queste possono innescare uno stato pro-infiammatorio dell'endotelio vascolare, con elaborazione di citochine da parte dei granulociti neutrofili, ipertensione e refrattarietà parziale agli effetti metabolici dell'insulina. Quest'ultima condizione è meglio nota come insulinoresistenza ed è una complicanza comune dei pazienti diabetici che hanno uno squilibrio metabolico o uno stress ossidativo pronunciati.
È anche dimostrato che il consumo di fruttosio come sostitutivo dello zucchero comune nei pazienti diabetici, può far salire i livelli di acido urico molto più velocemente di quest'ultimo.
I ricercatori hanno infatti evidenziato che il fruttosio viene metabolizzato a derivati fosforilati molto più efficientemente del glucosio. Questo porta alla deplezione rapida di composti fosfati ad alta energia (soprattutto ATP) dentro le cellule. Una volta che l'ATP è stato degradato ad ADP, AMP e infine adenosina, quest'ultima va incontro a ossidazione fino a generare acido urico. Suoi livelli eccessivi, poi, contribuirebbero allo sviluppo di una "sindrome metabolica" e a un cattivo compenso dello stato diabetico.